# Капланецкий сельсовет
Капланецкий сельсовет (бел. Капланецкі сельсавет) — административная единица на территории Березинского района Минской области Белоруссии.

## История
28 мая 2013 года в состав сельсовета вошла территория упразднённого Селибского сельсовета.

## Состав
Капланецкий сельсовет включает 47 населённых пунктов:
- Августово — деревня.
- Барсучина — деревня.
- Березница — деревня.
- Бродец — агрогородок.
- Васильевка — деревня.
- Воловница — деревня.
- Восход — деревня.
- Вязькутин-1 — деревня.
- Вязькутин-2 — деревня.
- Голынка — деревня.
- Гореничи — деревня.
- Гурещина — деревня.
- Долголесье — деревня.
- Дубровка — деревня.
- Жалино — деревня.
- Засвятица — деревня.
- Зорька — деревня.
- Ильинка — деревня.
- Каменный Борок — деревня.
- Капланцы — деревня.
- Колос — деревня.
- Косовка — агрогородок.
- Крапивня — деревня.
- Красное — деревня.
- Красный Бор — деревня.
- Красный Пахарь — деревня.
- Красный Угол — деревня.
- Лучной Мост — деревня.
- Людвиково — деревня.
- Маёвка — деревня.
- Матевичи — деревня.
- Местино — деревня.
- Мирославка — деревня.
- Мостище — деревня.
- Налазы — деревня.
- Новое Житьё — деревня.
- Осово — деревня.
- Островки — деревня.
- Оступ — деревня.
- Отвага — деревня.
- Плисичино — деревня.
- Подкамень — деревня.
- Путьково — деревня.
- Руденка — деревня.
- Селиба — агрогородок.
- Старый Койтин — деревня.
- Улесье — деревня.